# Équipe cycliste Shenzhen Xidesheng
L'équipe cycliste Shenzhen Xidesheng est une équipe cycliste chinoise, ayant le statut d'équipe continentale.

## Histoire de l'équipe
L'équipe est fondée en 2011 et participe aux courses du circuit continental UCI en tant qu'équipe continentale. Jusqu'en 2019, l'équipe comprend des coureurs chinois ainsi que des athlètes des États successeurs de l'ex-Union soviétique, qui ont remporté la majorité des victoires de l'équipe.

## Principales victoires

### Courses par étapes
- Tour de Fuzhou : 2018 (Ilya Davidenok) et 2019 (Artur Fedosseyev)

### Championnats nationaux
- Championnats d'Ouzbékistan sur route : 5
  - Contre-la-montre : 2012 et 2016 (Muradjan Halmuratov)
  - Course en ligne espoirs : 2015 (Akramjon Sunnatov)
  - Contre-la-montre espoirs : 2014 (Denis Shaymanov) et 2015 (Akramjon Sunnatov)
- Championnats d'Ukraine sur route : 1
  - Course en ligne : 2019 (Andriy Kulyk)

## Classements UCI
L'équipe participe aux épreuves des circuits continentaux et en particulier de l'UCI Asia Tour. Les tableaux ci-dessous présentent les classements de l'équipe sur les différents circuits, ainsi que son meilleur coureur au classement individuel.
UCI Asia Tour
| UCI Asia Tour | UCI Asia Tour          | UCI Asia Tour                             | UCI Asia Tour |
| Année         | Classement par équipes | Meilleur coureur au classement individuel |               |
| ------------- | ---------------------- | ----------------------------------------- | ------------- |
| 2011          | 62e                    | -                                         |               |
| 2012          | 13e                    | Muradjan Halmuratov (20e)                 |               |
| 2014          | 45e                    | -                                         |               |
| 2015          | 28e                    | Abdullojon Akparov (114e)                 |               |
| 2016          | 49e                    | Muradjan Halmuratov (175e)                |               |
| 2017          | 70e                    | Abdullojon Akparov (300e)                 |               |
| 2018          | 20e                    | Mykhailo Kononenko (20e)                  |               |
| 2019          | 11e                    | Ilya Davidenok (22e)                      |               |
| 2023          | 30e                    | -                                         |               |
|               |                        |                                           |               |
| Source : UCI  |                        |                                           |               |

L'équipe est également classée au Classement mondial UCI qui prend en compte toutes les épreuves UCI et concerne toutes les équipes UCI.
| Classement mondial | Classement mondial     | Classement mondial                        | Classement mondial |
| Année              | Classement par équipes | Meilleur coureur au classement individuel |                    |
| ------------------ | ---------------------- | ----------------------------------------- | ------------------ |
| 2016               | -                      | Muradjan Halmuratov (1142e)               |                    |
| 2017               | -                      | Andrey Izmaylov (1739e)                   |                    |
| 2018               | -                      | Mykhailo Kononenko (292e)                 |                    |
| 2019               | 97e                    | Mykhailo Kononenko (460e)                 |                    |
| 2023               | 160e                   | Haijie Hu (939e)                          |                    |
| 2024               | 145e                   | Ali Labib (704e)                          |                    |
|                    |                        |                                           |                    |
| Source : UCI       |                        |                                           |                    |

## Shenzhen Xidesheng Cycling Team en 2022
| Cycliste        | Date de naissance | Nationalité | Équipe 2021                     |  |
| --------------- | ----------------- | ----------- | ------------------------------- |  |
| An Hao          | 12 octobre 2002   | Chine       | Shenzhen Xidesheng Cycling Team |  |
| Chang Zhen      | 18 mai 2002       | Chine       | Shenzhen Xidesheng Cycling Team |  |
| Chen Libin      | 7 octobre 1986    | Chine       | Shenzhen Xidesheng Cycling Team |  |
| Huang Wenbo     | 27 septembre 1998 | Chine       | Shenzhen Xidesheng Cycling Team |  |
| Kong Lingzhuang | 25 juillet 2000   | Chine       | Shenzhen Xidesheng Cycling Team |  |
| Li Luhao        | 10 août 1999      | Chine       | Docs Cycling Team (2020)        |  |
| Li Yanze        | 27 septembre 2001 | Chine       | Shenzhen Xidesheng Cycling Team |  |
| Liu Hao         | 7 novembre 1988   | Chine       | Shenzhen Xidesheng Cycling Team |  |
| Lv Zheng        | 14 février 2002   | Chine       | Shenzhen Xidesheng Cycling Team |  |
| Meng Shude      | 4 octobre 2001    | Chine       | Shenzhen Xidesheng Cycling Team |  |
| Shao Junqi      | 11 septembre 1998 | Chine       |                                 |  |
| Sun Changsheng  | 30 novembre 2002  | Chine       | Shenzhen Xidesheng Cycling Team |  |
| Tong Yan        | 30 mars 2003      | Chine       |                                 |  |
| Wang Junnan     | 6 janvier 2000    | Chine       | Shenzhen Xidesheng Cycling Team |  |
| Yin Xiao Lei    | 23 février 1997   | Chine       | Shenzhen Xidesheng Cycling Team |  |
| Zhang Zhiyuan   | 3 septembre 2003  | Chine       |                                 |  |